# Trézény
Trézény (bret. Trezeni) – to miejscowość i gmina we Francji, w regionie Bretania, w departamencie Côtes-d’Armor.
Według danych na rok 1990 gminę zamieszkiwały 304 osoby, a gęstość zaludnienia wynosiła 94 osoby/km² (wśród 1269 gmin Bretanii Trézény plasuje się na 941. miejscu pod względem liczby ludności, natomiast pod względem powierzchni na miejscu 1067.).